# 张静娴

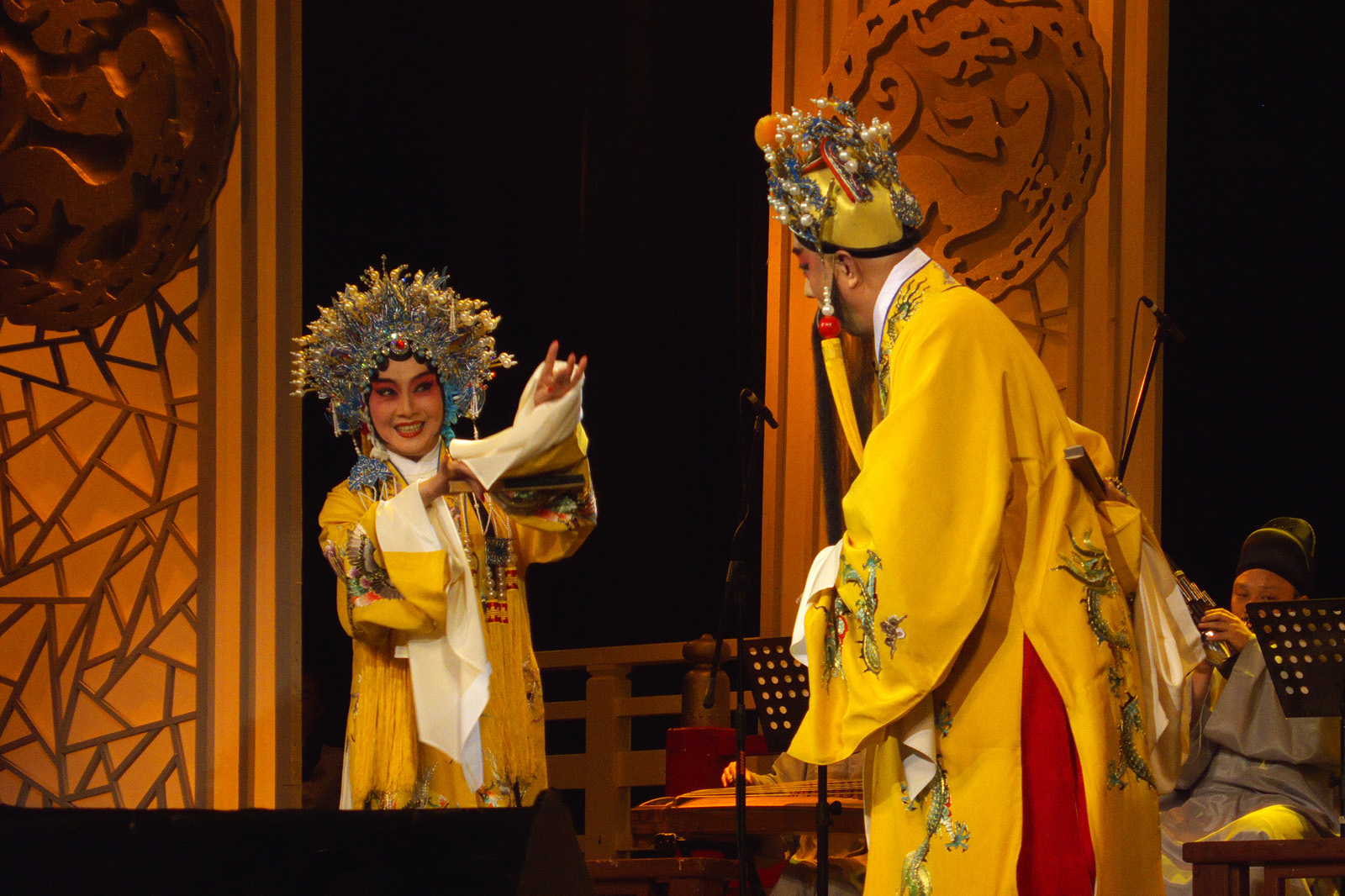
張靜嫻和蔡正仁演出《長生殿》劇照

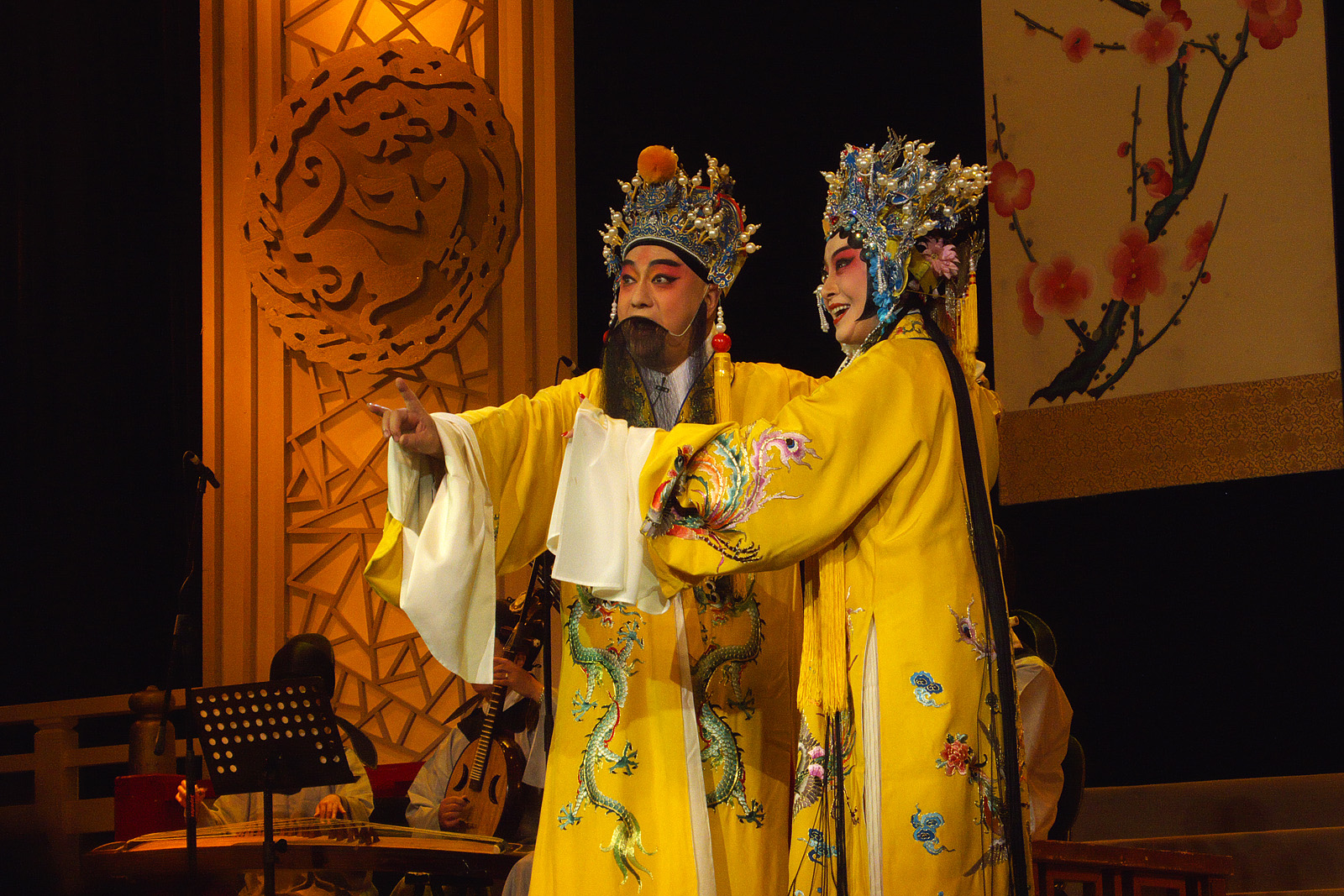
張靜嫻和蔡正仁演出《長生殿》劇照

张静娴（1947年4月—），中国昆剧表演艺术家，上海昆剧团一级演员，中国戏剧梅花奖二度梅获得者，中国民主促进会会员。常和岳美緹、蔡正仁搭檔演出。

## 生平
1962年畢業於上海市戲曲學校第二屆崑曲演員班，工閨門旦，師從朱傳茗，又得方传芸、沈传芷、姚传芗等昆剧名家亲授。

## 外部連結
- YouTube上的《牡丹亭‧驚夢》，岳美緹、張靜嫻主演，1998年，海外崑曲社
- YouTube上的《白蛇傳‧斷橋》，岳美緹、華文漪、張靜嫻主演，美西崑曲研究社
- YouTube上的《玉簪記‧偷詩》片段，張靜嫻主演，CCTV
- YouTube上的《長生殿‧小宴》，張靜嫻、蔡正仁示範，2017年
- YouTube上的《牡丹亭‧驚夢》，張靜嫻、蔡正仁示範，2017年
- YouTube上的《彩樓記‧評雪辨蹤》，張靜嫻、蔡正仁示範，2017年